# Gastein Ladies 2014
Il Gastein Ladies 2014, ufficialmente Nürnberger Gastein Ladies per motivi di sponsor, è stato un torneo femminile di tennis giocato sulla terra rossa. È stata l'8ª edizione del Gastein Ladies, che fa parte della categoria International nell'ambito del WTA Tour 2014. Il torneo si è giocato al Nürnberger Gastein Ladies di Bad Gastein, dal 7 al 13 luglio 2014.

## Partecipanti

### Teste di serie
| Nazionalità | Giocatrice           | Ranking* | Testa di serie |
| ----------- | -------------------- | -------- | -------------- |
| Italia      | Flavia Pennetta      | 12       | 1              |
| Italia      | Sara Errani          | 14       | 2              |
| Spagna      | Carla Suárez Navarro | 15       | 3              |
| Germania    | Andrea Petković      | 20       | 4              |
| Ucraina     | Elina Svitolina      | 35       | 5              |
| Austria     | Yvonne Meusburger    | 38       | 6              |
| Italia      | Camila Giorgi        | 39       | 7              |
| Rep. Ceca   | Karolína Plíšková    | 50       | 8              |

* Le teste di serie sono basate sul ranking al 23 giugno 2014

### Altre partecipanti
Le seguenti giocatrici hanno ricevuto una wild card per il tabellone principale:
- Lisa-Maria Moser
- Yvonne Neuwirth
- Flavia Pennetta

Le seguenti giocatrici sono passate dalle qualificazioni:

- Ana Bogdan
- Kateřina Siniaková
- Shelby Rogers
- Irina Falconi
- Tereza Smitková
- Laura Siegemund

La seguente giocatrice è entrata in tabellone come lucky loser:
- Beatriz García Vidagany

## Campionesse

### Singolare
Andrea Petković ha sconfitto in finale  Shelby Rogers con il punteggio di 6–3, 6–3.
- È il quarto titolo in carriera per la Petković, il secondo del 2014.

### Doppio
Karolína Plíšková /  Kristýna Plíšková hanno sconfitto in finale  Andreja Klepač /  María Teresa Torró Flor con il punteggio di 4–6, 6–3, [10–6].